# Caroline Lind
Pour les articles homonymes, voir Lind.
Caroline Lind est une rameuse américaine née le 11 octobre 1982 à Greensboro.

## Biographie
Aux Jeux olympiques d'été de 2008 à Pékin, Caroline Lind obtient la médaille d'or en huit avec Caryn Davies, Anna Mickelson-Cummins, Erin Cafaro, Lindsay Shoop, Elle Logan, Anna Goodale, Mary Whipple et Susan Francia. Le titre est conservé aux Jeux olympiques de 2012 à Londres avec ses coéquipières Caryn Davies, Mary Whipple, Susan Francia, Elle Logan, Erin Cafaro, Esther Lofgren, Taylor Ritzel et Meghan Musnicki.

## Palmarès

### Jeux olympiques
- Jeux olympiques d'été de 2012 à Londres,  Royaume-Uni
  -  Médaille d'or en huit
- Jeux olympiques d'été de 2008 à Pékin,  Chine
  -  Médaille d'or en huit

### Championnats du monde d'aviron
- 2011 à Bled,  Slovénie
  -  Médaille d'or en huit
- 2009 à Poznań,  Pologne
  -  Médaille d'or en huit
- 2007 à Munich,  Allemagne
  -  Médaille d'or en huit
- 2006 à Eton,  Royaume-Uni
  -  Médaille d'or en huit